# Taur - Nu - Fuin
Taur - Nu - Fuin – pierwszy album studyjny polskiej grupy muzycznej Infernum. Wydawnictwo ukazało się 10 września 1994 roku nakładem wytwórni muzycznej Astral Wings Records. 

## Lista utworów
Opracowano na podstawie materiału źródłowego.
1. "Intro" - 00:57
2. "In the Black Clouds of War" - 06:23
3. "The Ancient Order" - 05:17
4. "Gammadion" - 07:45
5. "Weltmacht Oder Niedergang" - 05:04
6. "Meine Ehre Heisst Treue" - 02:09
7. "Cathari Sects" - 06:22
8. "Outro" - 04:07